# قلعه‌نو خالصه
قلعه‌نو خالصه یا قلعه‌نو روستایی در دهستان حومه بخش مرکزی شهرستان شاهرود استان سمنان ایران است.

## جمعیت
بر پایه سرشماری عمومی نفوس و مسکن در سال ۱۳۹۵ جمعیت این روستا ۲۷۳ نفر (۸۳خانوار) بوده‌است.